# Michał Błażowski
Michał Błażowski herbu Sas – elektor Stanisława Augusta Poniatowskiego, członek loży wolnomularskiej Trzech Orłów Białych na wschodzie Lwowa w 1775 roku.